# Dissotis fruticosa
Dissotis fruticosa là một loài thực vật có hoa trong họ Mua. Loài này được (Brenan) Brenan & Keay mô tả khoa học đầu tiên năm 1953.